# Abbéville-la-Rivière
Abbéville-la-Rivière és un municipi francès, situat al departament d'Essonne i a la regió de l'Illa de França.
Forma part del cantó d'Étampes, del districte d'Étampes i de la Comunitat d'aglomeració de l'Étampois Sud-Essonne.